# الممالك الهندية الوسطى

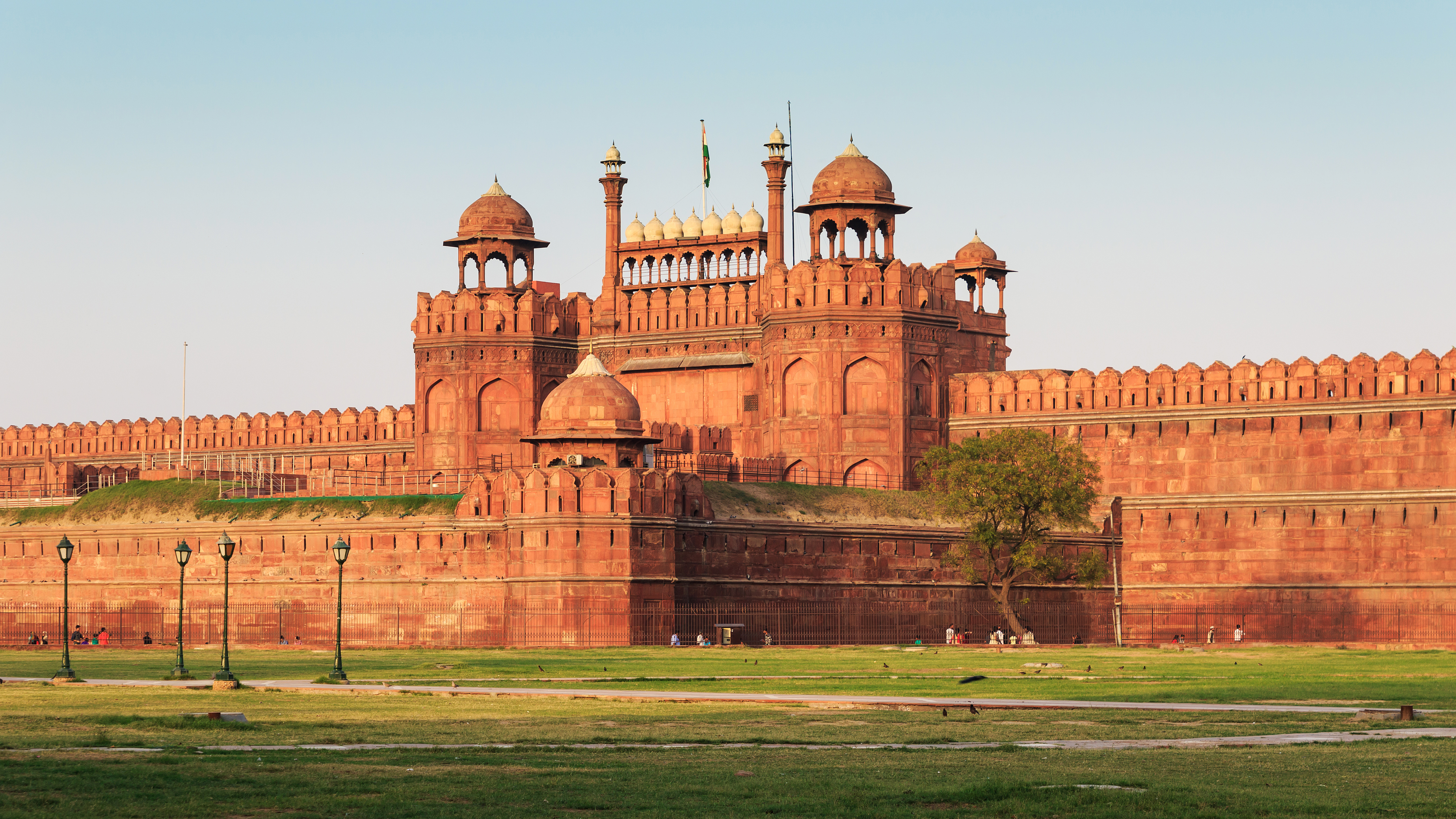

الممالك الهندية الوسطى هي عبارة عن الكيانات السياسية التي قامت في الهند في الفترة ما بين القرن الثالث قبل الميلاد والقرن الثالث عشر الميلادي. بدأت هذه الفترة بعد الإطاحة بإمبراطورية ماوريا والصعود المقابل لسلالة ساتافاهانا، بدءًا بسيموكا حوالي 230 قبل الميلاد. استمرت الفترة الوسطى حوالي 1500 سنة وانتهت في القرن الثالث عشر مع صعود سلطنة دلهي التي تأسست عام 1206 ونهاية آخر شولاس (راجيندرا شولا الثالث الذي مات عام 1279).
تشمل هذه الفترة حقبتين: الهند الكلاسيكية، من إمبراطورية ماوريا صعودًا نحو إمبراطورية غوبتا في القرن السادس الميلادي وهند العصور الوسطى المبكرة من القرن السادس الميلادي فصاعدًا. تشتمل أيضًا على حقبة الهندوسية الكلاسيكية والتي تُؤرخ من 200 قبل الميلاد إلى 1100 بعد الميلاد. في الفترة بين 1 ميلادي وحتى 1000 ميلادي قُدر أن اقتصاد الهند هو الأكبر في العالم إذ امتلكت الهند ما بين ثلث وربع ثروة العالم. أعقبت تلك الفترة فترة هند العصور الوسطى المتأخرة بعد القرن الثالث عشر الميلادي.

## الشمال الغربي
أصبحت إمبراطورية موريا، خلال القرن الثاني قبل الميلاد، مجموعة من القوى الإقليمية ذات الحدود المتداخلة. اجتذب الشمال الغربي سلسلةً من الغزاة بين 200 قبل الميلاد و300 ميلادي. يتحدث البوراناس عن العديد من هذه القبائل بصفتهم أجانب ويمقتون البرابرة (المليشاس). خلف كل من سلالة ساتافاهانا ثم إمبراطورية غوبتا إمبراطورية موريا وحاولتا احتواء توسعات الإمبراطورية المتعاقبة قبل أن تنهار في النهاية داخليًا بسبب الضغط الذي مارسته هذه الحروب.
تأثرت القبائل الغازية بالبوذية التي تابعت الازدهار تحت رعاية كل من الغزاة وساتافاهانا وغوبتا، ووفرت جسرًا ثقافيًا بين الثقافتين. بمرور الزمن، أصبح الغزاة هنودًا لأنهم أثروا في المجتمع والفلسفة على طول سهول الغانج وتأثروا بها أيضًا. امتازت تلك الفترة بإنجازات فكرية وفنية مستوحاة من الانتشار الثقافي والتوفيق بين الممالك الجديدة الممتدة على طريق الحرير.

### الساكا الهندوسكوثيون
الهندوالسكوثيون هم فرع للساكا الذين هاجروا من جنوب سيبيريا إلى باكتريا وسوغديا وأراخوسيا وقندهار وكشمير والبنجاب، وإلى أجزاء من غرب ووسط الهند وغوجارات ومهاراشترا وراجستان، من منتصف القرن الثاني قبل الميلاد إلى القرن الرابع الميلادي. كان أول ملك للساكا في الهند هو مويز أو موغا الذي أسس سلطة الساكا في قندهار وامتد تدريجيًا للاستيلاء على شمال غرب الهند. انتهى الحكم الهندوالسكوثيوني في الهند مع آخر الستارباس الغربيين، رودراسيما الثالث، عام 395 ميلادي.
يُشار عادةً إلى غزو قبائل السكوثيون من آسيا الوسطى للهند بمصطلح «الغزو الهندوسكوثيوني»، لعب هذا الغزو دورًا رئيسيًا في تاريخ الهند والدول المجاورة. حقيقةً، تُعد الحرب الهندوسكوثيونية جزءًا من الأحداث التي أشعلتها الرحلة النومادية لسكان آسيا الوسطى من الصراع مع القبائل الصينية والذي كان له آثار متبقية على باكتريا وكابول وبارثيا والهند بالإضافة لبعدها عن روما في الغرب. تضمنت المجموعات السكوثيونية التي غزت الهند وأسست لممالك متعددة، عدة قبائل متحالفة بالإضافة للساكاس مثل الميديس سكيثيانس ماساغيتاي، غيتاي، مملكة باراما كامبوجا، آفارس، باهليكاس، ريشيكاس ومملكة بارادا.

### الهندوإغريقيين
غطت مملكة الهندوإغريق جوانب متعددة من الشمال الغربي لجنوب آسيا خلال آخر قرنين قبل الميلاد وحُكمت من قبل أكثر من ثلاثين ملك هيليني الذين غالبًا ما كانوا في صراعات ضد بعضهم.
أسِست المملكة عندما غزا دسمتريوس الأول من باكتريا جبل الهندوكوش في بدايات القرن الثاني قبل الميلاد، قُسم الإغريق في الهند في نهاية المطاف من المملكة الغيركوباكتيرية المتمركزة في باكتريا (حاليًا هي الحدود بين أفغانستان وأوزبكستان).
يصف تعبير المملكة الهندوإغريقية بشكل واسع عددًا من الأنظمة الحاكمة المختلفة. كان هناك العديد من المدن، مثل تاكسيلا باكستان في البنجاب، أو بوشكالافاتي وساجالا. كانت هذه المدن تضم عددًا من السلالات الحاكمة في عصرها، واستناداً إلى جغرافية بطليموس وتسميات الملوك اللاحقين، ربما كانت ثيوفيلا في الجنوب أيضًا مقرًا ساتراباليًا أو ملكيًا في وقت ما.
كان إيوثيديموس -وفقًا لبوليبيوس، إغريقيًا مغنيسيًا. كان ابنه ديميتريوس (مؤسس المملكة الهندوإغريقية) من أصل يوناني من جهة والده على الأقل. رُتب عقد زواج لديميتريوس مع ابنة أنتيخوس الثالث الأكبر، الذي كان له أصل فارسي جزئي. تُعد عرقية حكام المملكة الهندوإغريقية اللاحقين أقل وضوحًا. على سبيل المثال، قد يكون آرتيميدوس أنتيخوس (80 قبل الميلاد) من أصل هندوسكوثيوني. حدث التزاوج بين الأقارب أيضًا، ويتضح ذلك من الإسكندر الأكبر الذي تزوج من روكسانا من باكتريا، أو سلوقس الأول نيكاتور الذي تزوج من أباما من سوغديا.
خلال قرنين من حكمهم، جمع الملوك الهندوإغريقيين بين اللغات والرموز اليونانية والهندية، يظهر ذلك في عملاتهم المعدنية، ومزجوا بين الممارسات الدينية اليونانية والهندوسية والبوذية، ويظهر أيضًا في البقايا الأثرية لمدنهم وفي مؤشرات على دعمهم للبوذية، ما يشير إلى مزيج غني من التأثيرات الهندية والهيلينية. كانت لنشر الثقافة الهندوإغريقية نتائج لا تزال قائمة حتى اليوم، خاصةً من خلال تأثير الفن البوذي الإغريقي. اختفى الهندوإغريق بصفتهم كيانًا سياسيًا في حوالي عام 10 بعد الغزو الهندوسكوثيوني، على الرغم من أن جيوب من السكان اليونانيين بقيت على الأرجح لعدة قرون أطول تحت الحكم اللاحق للهندوبارثيين وإمبراطورية كوشان.

### اليافاناس
وُصف شعب يافانا أو يونا، الذي يعني حرفيًا الأيوني ومعناه الأجنبي الغربي، على أنهم سكان يعيشون خارج غاندارا. يوصف في بعض الأحيان يافاناس وساكاس وباهلافاس وهوناس بالملشاس (البرابرة). صُنف كامبوجاس، سكان مادرا، مملكة كيكيا، منطقة نهر إندوس وقندهار في بعض الأحيان على أنهم ملشاس. استُخدم هذا الاسم للإشارة إلى اختلافاتهم الثقافية مع ثقافة مملكة كورو وبانشالا.

### الهندوبارثيانس
أسِست مملكة الهندوبارثيانس من قبل غوندوفاريس حوالي 20 قبل الميلاد. استمرت المملكة لفترة قصيرة حتى احتلالها من قبل الإمبراطورية الكوشانية في نهاية القرن الأول الميلادي وكانت مملكة ضعيفة إذ احتفظت العديد من السلالات باستقلالها.

### الباهلافاس
ذُكر شعب الباهلافاس في النصوص الهندية القديمة مثل المانوسمرتي، البوراناس المختلفة، الرامايانا، المهباهارتا والبرهاتسامهيتا. في بعض النصوص يُعد الباهلافاس مرادفين لسلالة البالافا في جنوب الهند. بينما تميز الفايو بويانا بين الباهلافا والباهنافا، تُشير الفامانا بورانا إليها بالبالافا أو الباهلافا. لا تميز البيشاما بارافا التابعة للمهباهارتا بين الباهلافاس والبالافاس. يُقال إن الباهلافاس هم نفسهم الباراسيكاس وهي مجموعة من الساكا. وفقًا لـ ب. كارنيغي فإن الباهلافاس هم على الأغلب الشعب الذي يتكلم البالوفي أو البهليفي وهي اللغة البارثانية. يقترح بوهلر بشكل مماثل أن الباهلافا هي شكل اصطلاحي للبارثافا وتعني البارثية. في القرن الرابع قبل الميلاد، أتت فارتيكا كاتيانا على ذكر الساكا الباراثيين، ما يدل على وجود هؤلاء الساكا البارثيين، وربما عن طريق التجارة.

### الساتراباس الغربيون
الساتراباس الغربيون (35-405 م) كانوا حكام الساكا في الجزء الغربي والأوسط من الهند (سوراشترا ومالوا: ولايات غوجارات، جنوب السند، ماهاراشترا، راجستان ومادهيا براديش في الوقت الحالي). كانت دولتهم -أو على الأقل جزء منها- تسمى أرياكا وفقًا لكتاب طواف بحر أريتريا. خلف الساتراباس الهندوسكوثيون وعاصروا إمبراطورية كوشان، التي حكمت الجزء الشمالي من شبه القارة الهندية وربما كان حكام تلك الإمبراطورية أسيادهم، وسلالة ساتافاهانا في ولاية أندرا التي حكمت في وسط الهند. يُطلق عليهم الغربيون على النقيض من الساتراباس الهندو- سكوثيون الشماليين الذين حكموا في منطقة ماثورا، مثل راجوفولا وخلفائه تحت حكم كوشان، والساتراب العظيم «خرابالانا» والساتراب «فاناسبارا». على الرغم من أنهم أطلقوا على أنفسهم اسم الساترباس على عملاتهم المعدنية -ما أدى إلى تصنيفهم الحديث بالساتراباس الغربيون- فما تزال جغرافيا بطليموس تسميهم الهندو- سكوثيون. وإجمالًا، كان هناك 27 من حكام الساتراب الغربيين المستقلين خلال فترة بلغت حوالي 350 عامًا.